# Pankracjum
Pankracjum (Pancratium) – rodzaj roślin z rodziny amarylkowatych. Obejmuje w zależności od ujęcia około 10, 16 lub 21 gatunków. Rośliny te występują na Wyspach Kanaryjskich i wzdłuż wybrzeży Afryki po Namibię, w południowej Azji oraz w basenie Morza Śródziemnego. W Europie rosną dwa gatunki – rozpowszechnione szeroko na wybrzeżach Morza Śródziemnego pankracjum nadmorskie P. maritimum i spotykane tylko na Korsyce, Sardynii i Capri – P. illiricum. Rośliny te zasiedlają wydmy nadmorskie, widne lasy i tereny skaliste. Niektóre gatunki uprawiane są jako ozdobne.

## Morfologia

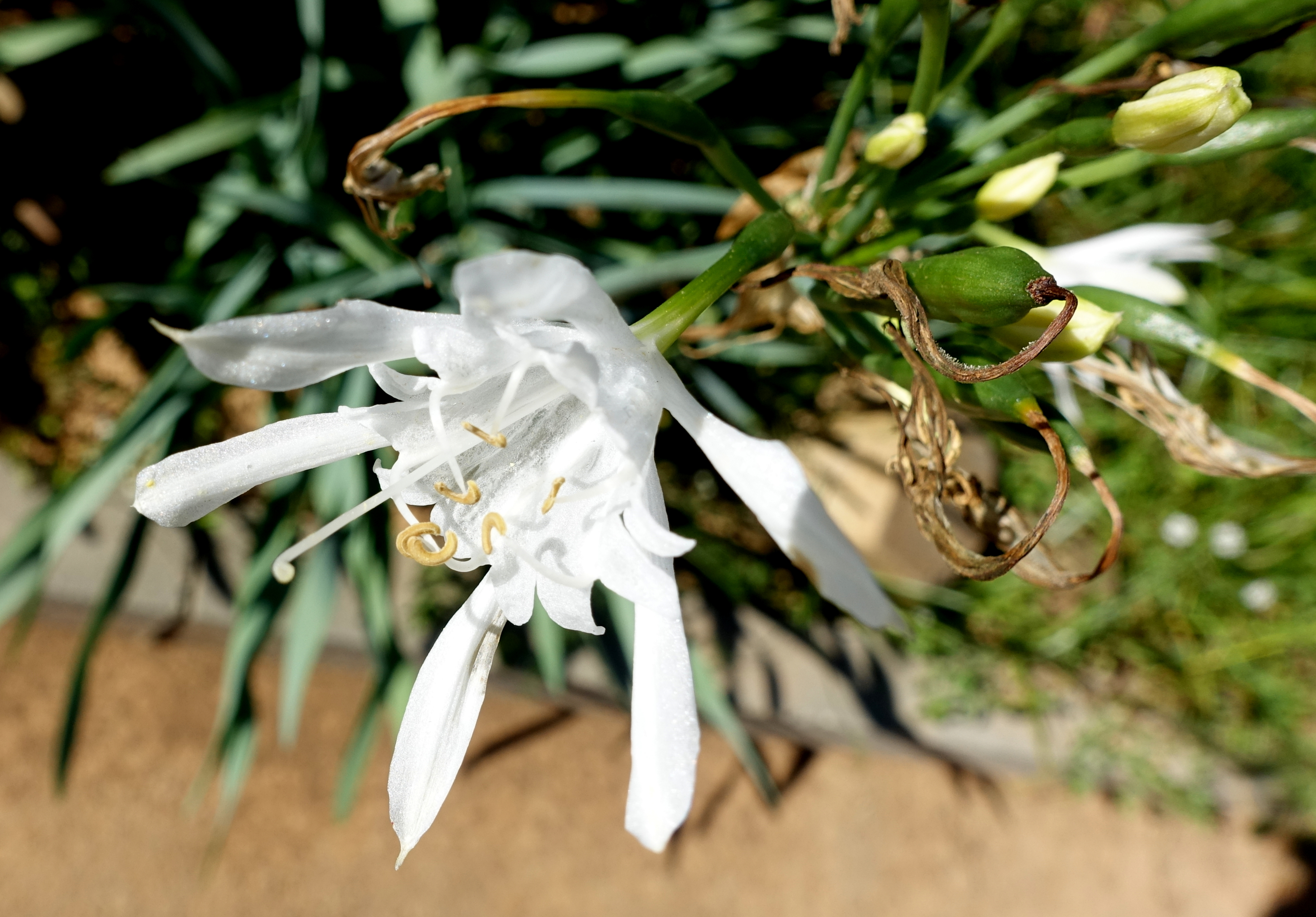
Pancratium canariense

PokrójByliny, których pęd kwiatonośny osiąga do 60 cm wysokości i wyrasta ze zwykle okazałej bulwy.
LiścieNiebieskozielone, zwykle płaskie, zawsze tylko odziomkowe, o długości do 50 cm.
KwiatyZebrane w baldachy, białe i słodko pachnące. Okwiat składa się z 6 wąskich listków zewnętrznych i rurkowatego okółka wewnętrznego. Pręcików jest 6 krótszych lub dłuższych od rurki wewnętrznego okółka. Zalążnia dolna powstaje z trzech owocolistków, zwieńczona jest pojedynczą wygiętą szyjką słupka.
OwoceTorebki z licznymi, czarnymi i kanciastymi nasionami.

## Systematyka
Pozycja systematyczna
Rodzaj z plemienia Pancratieae z podrodziny amarylkowych Amaryllidoideae z rodziny amarylkowatych Amaryllidaceae. W przeszłości w różnych systemach klasyfikowany był w szeroko ujmowanej rodzinie liliowatych.
Wykaz gatunków
- Pancratium arabicum Sickenb.
- Pancratium biflorum Roxb.
- Pancratium canariense Ker Gawl.
- Pancratium centrale (A.Chev.) Traub
- Pancratium donaldii Blatt.
- Pancratium foetidum Pomel
- Pancratium illyricum L.
- Pancratium landesii Traub
- Pancratium longiflorum Roxb. ex Ker Gawl.
- Pancratium maritimum L. – pankracjum nadmorskie
- Pancratium maximum Forssk.
- Pancratium parvicoronatum Geerinck
- Pancratium parvum Dalzell
- Pancratium sickenbergeri Asch. & Schweinf.
- Pancratium st-mariae Blatt. & Hallb.
- Pancratium tenuifolium Hochst. ex A.Rich.
- Pancratium tortuosum Herb.
- Pancratium trianthum Herb.
- Pancratium triflorum Roxb.
- Pancratium verecundum Aiton
- Pancratium zeylanicum L.